# أوغره (لاتفيا)
أوغره (بالإنجليزية: Ogre, Latvia)‏ هي منطقة سكنية تقع في لاتفيا في لاتفيا. يقدر عدد سكانها بـ 26,760 نسمة ومساحتها 13.58 كم2 .

## المدن التوأمة
مدن هينجيلو وJoué-lès-Tours هي مدن توأمة لـأوغره (لاتفيا).

## أعلام
- كاسبارس بيرزينش
- عائشة
- رينالدس سيرسنينش
- سولفيتا أبولتيينا
- أرتورس بيرزينش